# العصر البرونزي في كوريا
العصر البرونزي في كوريا يقابل الفترة من 1500 قبل الميلاد إلى 300 قبل الميلاد. وإذا كان بإمكاننا حصر العصر البرونزي في شبه الجزيرة الكورية فإنه لن يتجاوز سنة 1000 قبل الميلاد.
تم الاعتراف بوجود العصر البرونزي في شبه جزيرة كوريا بعد تحررها في 1945. عندما يتم البحث عن العصر البرونزي فإن الدراسات عن هذا العصر تكون معقدة جداً. يسمى العصر البرونزي أيضاً بعصر فخار ممن والذي أخذ اسمه من مناطق مختلفة في ذلك العصر, إلا أن العديد من الاختلافات في الخصائص تظهر بينهما.

## الملامح والبحوث
عندما أتى غايهواغ من عصر الاستعمار الياباني قام ضابط الاستعمار بإحضار علماء يابانيين لدراسة الآثار في كوريا, وبطبيعة الحال فإن كوريا شهدت عصراً برونزياً, حيث تم الاعتقاد أن حضارة المعادن تم تنميتها في كوريا نفسها دون أن تؤثر فيها الصين.
في 1945 تم عمل الكثير من البحوث الأثرية على يد كوريين أنفسهم حيث تم اكتشاف الكثير من المعالم الأثرية الفريدة من حضارة العصر البرونزي والتي أصبحت معروفة للجميع, حيث تم إيجاد الكثير من التحف البرونزية من جميع أنحاء الدولة والتي اعتبرت أدلة مادية. في الماضي كان يعتقد أن التحف الأثرية البرونزية الكورية موجودة فقط في منطقة بغهان (북한 | 北韓), إلا أنه تم الكشف والتنقيب (출토 | 出土) عن تحف أثرية برونزية من جميع أنحاء شبه الجزيرة الكورية حيث تم إثبات رؤيتها. وبالنظر في التوزيع الأثري لحضارة البرونز, فإنه تم التنقيب بعد ذلك في العديد من المناطق مثل مقاطعة جولا الجنوبية وهامغيونغ.
في بعض المناطق يعتمد ظهور المناطق البرونزية على المنطقة الأصلية التي قد تعتبر منطقة من العصر الحجري وخصوصاً من فترة غمسوك بيونغيونغي (금석 병용기 | 金石倂用器), ولم يتم الكشف حتى الآن عن أطلال غمسوك بيونغيونغي في كوريا الجنوبية. القطع الأثرية كانت توجد من قطع حجرية, وفي بعض الأحيان تأتي التحف البرونزية وحدها, كما تم التنقيب (출토 | 出土) عن الحديد أيضاً. عندما تم دراسة الحديد للكشف عن الفترات التاريخية تم الكشف عن كمهاي بايتشونغ (김해 패총 |金海貝塚, جوغايدومي: 조개더미) بالقرب من غمسوك بيونغيونغي حيث تم الكشف أيضاً عن كتابات منقوشة أيضاً.

### العصر العلوي
الحد الأعلى (상한 | 上限) للعصر البرونزي يعتبر مشكلة بين أوساط الأكاديميين في جونغنون (정론 | 定論), وعادة ما تقسم إلى قسمين القرن السابع قبل الميلاد، والقرن العاشر قبل الميلاد. لا نرى أي تأثير صيني على التحف البرونزية الكورية, حيث يرون أن العديد من المشاكل يجب استعراضها مرة أخرى. فعلى سبيل المثال تنتشر قبور نول الحجرية في كوريا الجنوبية (남 | 南), وسيبيريا, ومنشوريا, وكوريا على نطاق واسع, حيث تم تحديد أن مقابر نول الحجرية تعود في سيبيريا إلى نحو القرن الثامن قبل الميلاد مما سيساعد في فهم انتشارها في كوريا. من المعتقد أنه سيتم التعرف على الحضارة البرونزية الكورية في المستقبل لأنه سيتم إطلاق سراح بعض التحف البرونزية المختزنة من مقابر نول الحجرية الكورية حيث أنه لا يجب بالضرورة أن تعود إلى القرن 8 قبل الميلاد وهذا أيضاً سيساعد في التعرف عليها بشكل أفضل.

## الأطلال والآثار

### البرونز الكوري
خناجر البرونز الكورية الرفيعة (細形銅劍), مرايا جانجل الطبقية (جونغمنغيونغ:(다뉴세문경)(多鈕細紋鏡)), الأسهم البرونزية (청동촉 | 靑銅鏃), النوافذ النحاسية (구리창(دونغمو:동모(銅鉾)) وغيرها. تم التنقيب عن الخناجر الرفيعة في منشوريا, كوريا, في كيوشو في اليابان (규슈 | 九州), وفي بريمورسكي كراي الروسية ومناطق شاسعة أخرى. ظهرت خناجر في كوريا مقلدة تسمى خناجر البرونز السوداء وهي عبارة عن أدوات حجرية أرضية, ولكن هذا التفسير أخذ يفقد صحته. كما يعتقد أنه يمكن الكشف عن مرايا برونزية تستخدم في الطقوس والسحر والسترا عن طريق الحفر في جانمنري.

### الفخار
أغلب الفخاريات البرونزية المكتشفة تعود لعصر فخار ممن. في الأساس فإنه كان يتم التنقيب عنها في التلال حيث يتم الكشف عن الفخار وفي بعض الأحيان فخار مزخرف أيضاً, حيث تأتي البرونزيات سوية. حيث تم الكشف عن الفخاريات البرونزية في دايجون وغويجونغدونغ كالموجودة في المثال. وبالتحديد يتميز عصر فخار ممن (وكذلك الفخار المطرز المشطي) بقاعدة فخارية مسطحة, وهناك استثناء ربما في حالة سكين المخرب الحجرية من آثار عصر فخار ممن, وكذلك فإن الأنماط الشكلية لا ترتبط بالفخار. المخرب الصيني من حضارة رنغسان (룽산 문화 | 龍山文化) هو نوع خاص من السكاكين الحجرية, حيث يمكن أن يكون مظهرها هذا بمثابة دليل على الزراعة, ولكن انتشارها أيضاً لا يزال غير دقيق.
- الفخار الأحمر (هونغدو: 홍도).
- الفخار الأسود (هكدو: 흑도).
- فخار ممن (فخار دوستي: 덧띠 토기).

### القبور
تم الكشف عن بعض العادات عن الدفن في القبور باستخدام البرونز, حيث الكشف عنها على النحو التالي: مقابر نول (널무덤), والدولمين (고인돌 | 지석묘), ومقابر نول الحجرية (돌널무덤 | 석관묘), ومقابر دوك (독무덤 | 옹관묘), ومقابر أم (움무덤 | 토광묘), والعديد من شبيهاتها.

#### مقابر نول
تم الكشف عنها في محافظة أنبا غالهيونري هاسوكدونغ, وفي محافظة هوانغج تشونجري هانباتغول, وفي محافظة هوانغج هكغيوري (黑橋里), وفي محافظة تشايريونغ بدوغري سيوكدونغ, وفي محافظة أنريل أونسونغري, وفي محافظة هوانغج سونبونغري, وفي غيونغج غجونغري (九政里) حيث تم الكشف عن خناجر رفيعة مع بعض القطع البراقة الحديدية (철편(鐵片)).
كما تم الكشف عن بعض الآثار البرونزية في مقاطعة هامغيونغ في محافظة هنغنام, وفي محافظة هونغوون أنبوري, وفي محافظة كميا سولاري, وفي محافظة سونغج دايسونغري, وفي محافظة غيونغسونغ دونغوانري, وفي محافظة بكتشونغ, سيدونغري.

#### مقابر نول الحجرية
تم التنقيب عنها في: غانغي، يونغدوك ساتشونري, ساروون سانغمايري, سوكوانغ تشونغوكري.

#### دولمين
تنتشر العديد من الدولمينات في نامبانغسك في الدولمينات الكورية الشمالية, كما تنتشر في غابرو الشمالية ولكن يظهر أنه لايوجد مفهوم دقيق للدولمينات. تم إيجاد أنقاض برونزية في يانغج (محافظة)محافظة يانغج سانوري, وفي محافظة بونغسان أوسغ, وفي كمهاي مغيري. بالإضافة إلى ذلك فإن الأنقاض البرونزية في مقاطة جولا الجنوبية محافظة هواسن في مدينة دايجون في جويجونغدونغ اكتسبت قيمة أكاديمية عالية.
مسار انتشار الدولمين غير معروف (불명 | 不明) حيث تنتشر في المناطق الشمال شرقية من الصين ولكن تنتشر بشكل مكثف في منشوريا واليابان وكوريا الجنوبية. ولذلك فإن أغلب الدولمين في القارة توجد في كوريا, وما زال وجودها بالقرب من طريق البحر (해로 | 海路) غير مؤكد. وفقاً لدراسة حديثة فإنه أفيد أن أقدم دولمين يعود إلى القرن الثامن قبل الميلاد والتي استمرت حتى القرن الثالث أو الثاني قبل الميلاد.

### المواقع التاريخية
- آثار بيو سونغكري قبل التاريخية.
- أطلال ألج غومدانري.
- مواقع جنج نامغانغ التاريخية.
- أطلال إيتشانغ دوكتشونري.

## الأنشطة
النشاط الاقتصادي في العصر البرونزوي كان يعتمد على الصيد وجمع الثمار وصيد السمك (어로 | 漁撈) لكن البعض كان يكتفي بالحصول على الاكتفاء الذاتي من الغذاء. وكما يرى البعض فإن وجود سكين المخرب الحجرية دليل على وجود الزراعة والاعتماد عليها, وعلى النقيض من ضخامة الدولمين التي يتطلب حملها القوة فإنها كانت موجودة. كما أن نوعاً من أنواع الحرية بدأ بالظهور في المجتمع البرونزي والذي كان بالفعل قد أنشأ نظاماً بدائياً في المجتمع. كما تم البدء بإنشاء مجتمع قديم قوي ومنظم يعتمد على نفسه ويستخدم البرونز.

## صور

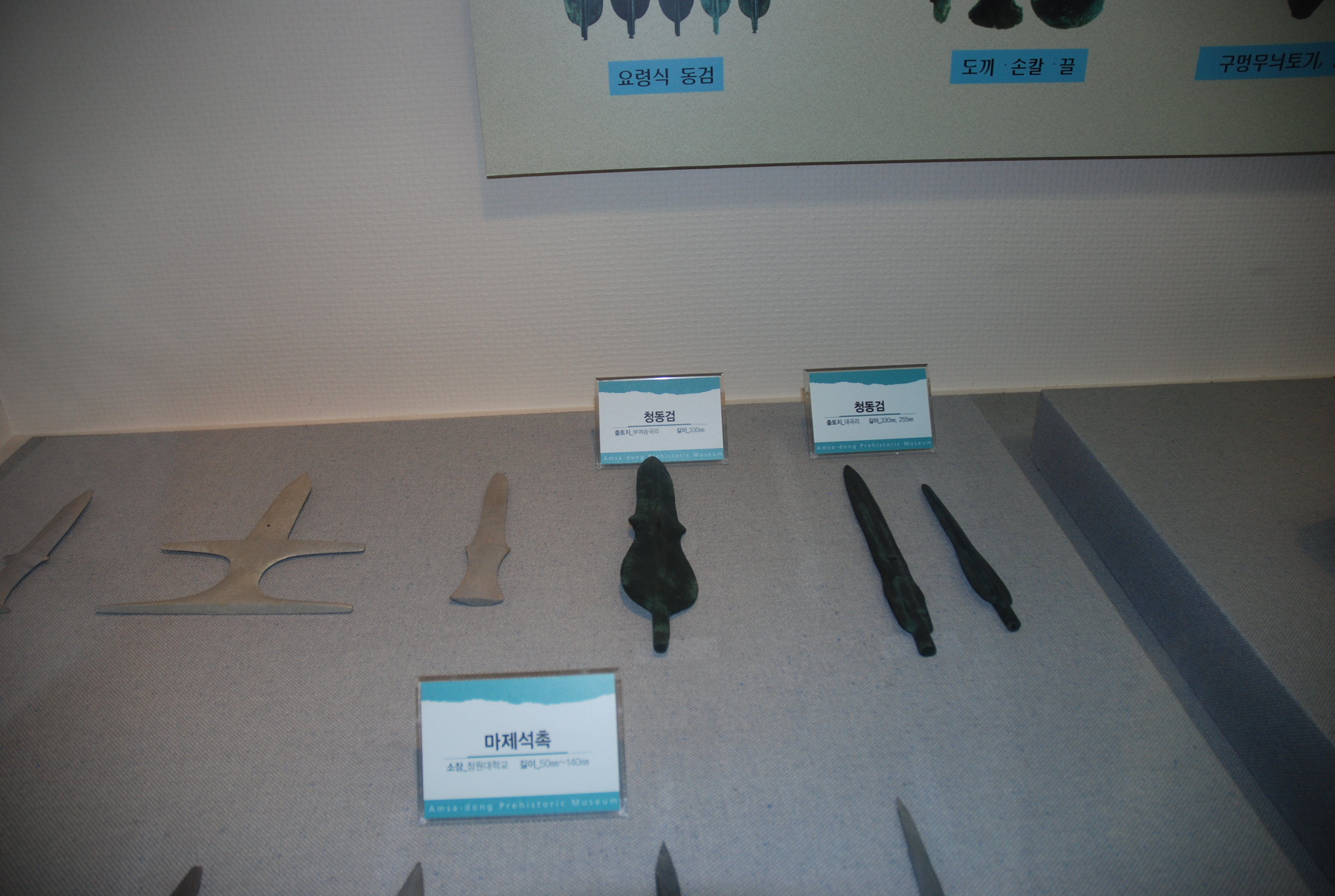
سيف برونزي رفيع من تشونغدونغ من العصر البرونزي
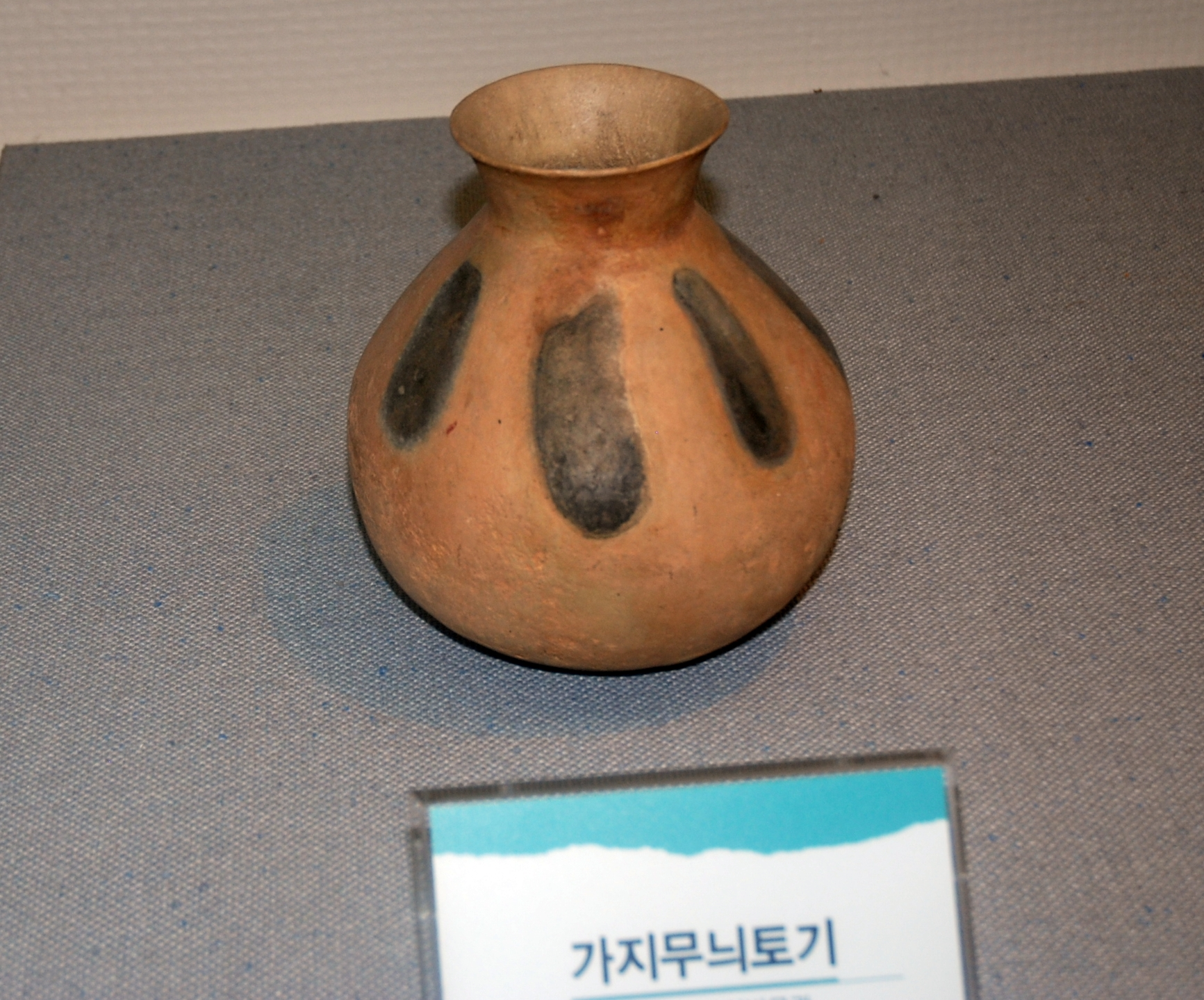
نوع من الفخار المطرز

## وصلات خارجية
- تشوي مجانغ, 「مدرسة الآثار الكورية(تاريخ الآثار) - 3 」, 「~ -4」, 《غهولبي》.
- متحف الحضارة البرونزية في جنج.